# Salia Camara
Pour les articles homonymes, voir Camara.
Salia Camara, né le 13 février 1985 à Kamsar (Guinée), est un juriste et homme politique guinéen.
Il est conseiller depuis le 22 janvier 2022 au sein du Conseil national de la transition dirigé par Dansa Kourouma.

## Biographie
Salia Camara est administrateur technique de la plateforme cellule balai citoyen de 2018 à 2021,.
Le 22 janvier 2022, il est nommé par décret membre du Conseil national de la transition guinéen en tant que représentant des organisations de la société civile,.